# The Awakening (film 1928)
The Awakening – amerykański film z 1928 roku w reżyserii 	Victora Fleming'a.

## Nominacje
| Nazwa nagrody | Wygrane            | Nominacje                                                                  |
| ------------- | ------------------ | -------------------------------------------------------------------------- |
| Oscar         | 1930 bez rezultatu | 1930 Najlepsza scenografia William Cameron Menzies (również za film Alibi) |